# Finnova
Die finnova AG Bankware ist ein auf Bankensoftware spezialisiertes Schweizer Unternehmen mit Sitz in Lenzburg, Kanton Aargau. Mit Jahrgang 1974 zählt Finnova zu den ersten FinTech-Unternehmen in der Schweiz. Finnova hat seine Wurzeln im Betrieb und in der Entwicklung von Bankensoftware. Finnova unterstützt die Banken und Finanzinstitute in der digitalen Transformation. Diese hat Finnova selbst tief in ihrer DNA. So transformiert sich Finnova weiter vom Software-Editor hin zum Solution-Provider für Banken in der Schweiz und im nahen Ausland.
Die Standardlösung Finnova Banking Software wurde 2003 fertiggestellt, nachdem das Unternehmen seit 1974 Softwareapplikationen für die Finanzindustrie entwickelt hatte. Finnova nimmt eine wichtige Stellung in der Schweiz ein. Finnova bedient sowohl Kantonal-, Retail-, Privat- als auch Transaktionsbanken in der Schweiz und dem Fürstentum Liechtenstein mit ihrer Gesamtbankenlösung Finnova Banking Software. Gleichzeitig ermöglicht das Unternehmen auch banknahen Finanzdienstleistern eine allumfassende Analyseplattform, die auf einer 360°-analytischen Kundensicht basiert. Damit adressiert Finnova wichtige Themen der Analytics und der Compliance. Mit der Übernahme von Contovista im Jahre 2022 werden die Themen Data Driven Banking, Artificial Intelligence, Personal- & Business Finance Management sowie Multibanking im Markt adressiert.
Nach Anzahl der Banken (über 100 Universal- und Privatbanken) hält das Unternehmen seit 2009 den grössten Anteil im Markt Schweiz für Banksoftware.

## Geschichte
1974 wurde die erste Applikation namens FIS entwickelt, Anfang der 1980er Jahre wurde der FIS Benutzerbanken-Pool ins Leben gerufen. 1999 wurde die finis AG gegründet, die mit der Entwicklung einer modularen Gesamtbankenlösung beginnt. Die Ende 2003 fertiggestellte Standardlösung Finnova Banking Software ersetzte die veralteten Gesamtsysteme, gleichzeitig erfolgte die Umbenennung in finnova AG Bankware, kurz Finnova.
Seit 2015 liegt die Aktienmehrheit der Finnova beim deutschen Software-Hersteller und Systemintegrator msg systems ag. Beteiligt sind zudem verschiedene Kantonalbanken, das Management der Finnova und die Swisscom AG.
Im Mai 2022 übernahm Finnova rückwirkend per 1. Januar 2022 das führende Schweizer Fintech-Unternehmen Contovista mit Sitz in Schlieren/ZH. Contovista führt in ihrem Produktportfolio Personal und Business Finance Manager sowie eine Multibanking-Lösung.